# Autoritratto con berretto
Autoritratto con berretto è un dipinto a olio su tela (53×38 cm) realizzato nel 1875 circa dal pittore Paul Cézanne.
È conservato nel Artizon Museum di Tokyo.